# Rubigen
Rubigen es una comuna suiza del cantón de Berna, situada en el distrito administrativo de Berna-Mittelland. Limita al norte con las comunas de Allmendingen bei Bern y Worb, al este y sureste con Münsingen, y al suroeste y oeste con Belp.
Hasta el 31 de diciembre de 2009 situada en el distrito de Konolfingen.

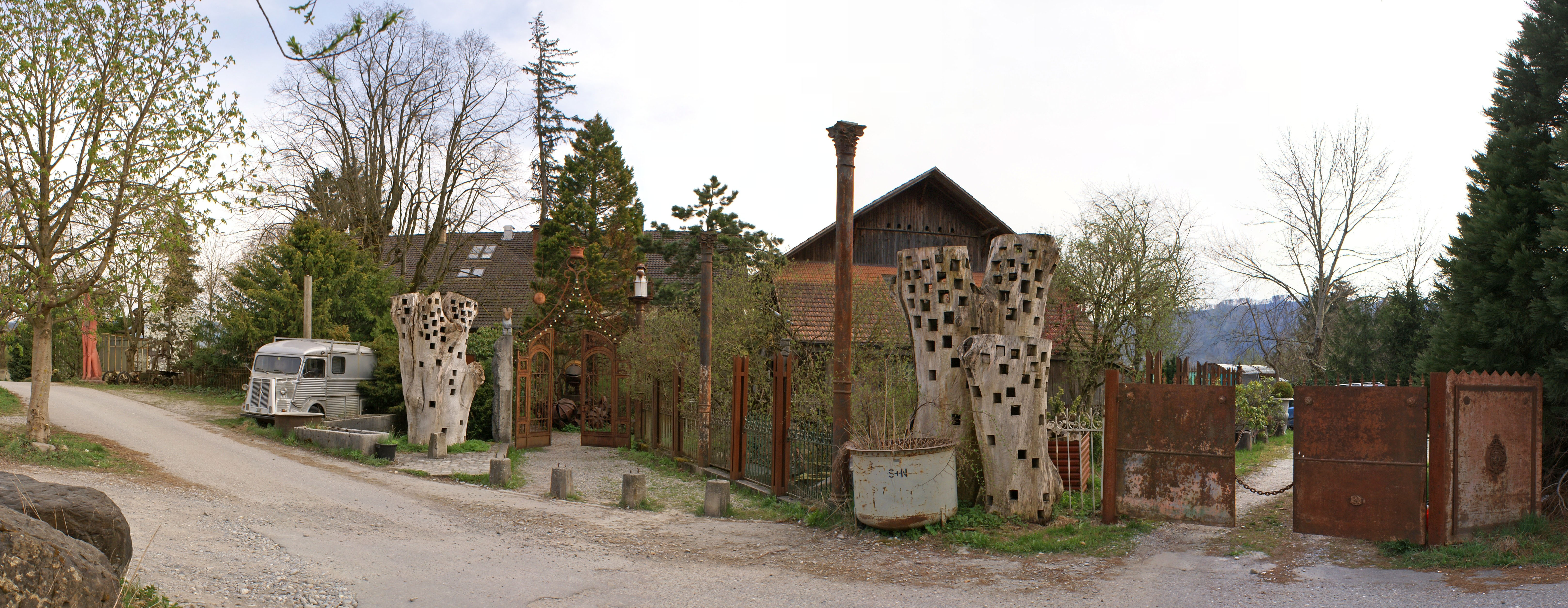
Vista del Mühle Hunziken, Rubigen.